# Palacio de la Cultura Rafael Uribe Uribe
El Palacio de la Cultura Rafael Uribe Uribe, antiguo Palacio de la Gobernación de Antioquia, es un edificio público colombiano ubicado en el centro de Medellín, sobre la Plaza de Botero y en el cruce de la calle 52 (Calibío) con carrera 51 (Bolívar). Se encuentra diagonal a la Estación Parque Berrío. Fue diseñado por el belga Agustín Goovaerts. Es la sede del Instituto de Cultura y Patrimonio de la Gobernación de Antioquia. En el se realizan diversas exposiciones artísticas. Fue declarado Monumento Nacional en 1982. El edificio se inauguró en los años 1930, cuando estaba inconcluso. En los años 1970 se hicieron algunos ajustes en las fachadas, pero la obra nunca se terminó y solo se construyó el 25 por ciento del diseño original.

## Historia
Su construcción fue accidentada, muy larga e inconclusa. Goovaerts comenzó a trabajar en el proyecto poco después de llegar a Antioquia, en 1920, durante los mismos años en que trabajó en otras de sus obras más importantes: el Edificio Gonzalo Mejía y el Palacio Nacional.
Sin embargo, a diferencia de esos proyectos, solo se construyó una cuarta parte del Palacio de la Gobernación a las crisis económicas tras la crisis económica de 1929 y el regreso del arquitecto Goovaerts a Bélgica en 1928.  
Lo reemplazaron al frente de la construcción Jesús María Montoya M., y desde 1934, Florencio Mejía, quienes que tuvieron que afrontar recortes presupuestales. De hecho, cuando en 1938 se suspendió la obra indefinidamente, su costado norte estaba sin acabar, lo mismo que las fachadas sobre las calles Bolívar y Calibío. 
Estas solo fueron terminadas en 1970, año en el que el edificio adoptó su aspecto final. Sin embargo, no se siguieron los lineamientos de Goovaerts y el diseño final es solo la mitad del proyecto original.
En 1987, la administración departamental fue trasladada a La Alpujarra, el inmueble albergó la Dirección de Extensión Cultural y adoptó su nombre actual en honor a Rafael Uribe Uribe.